# Tô Lâm

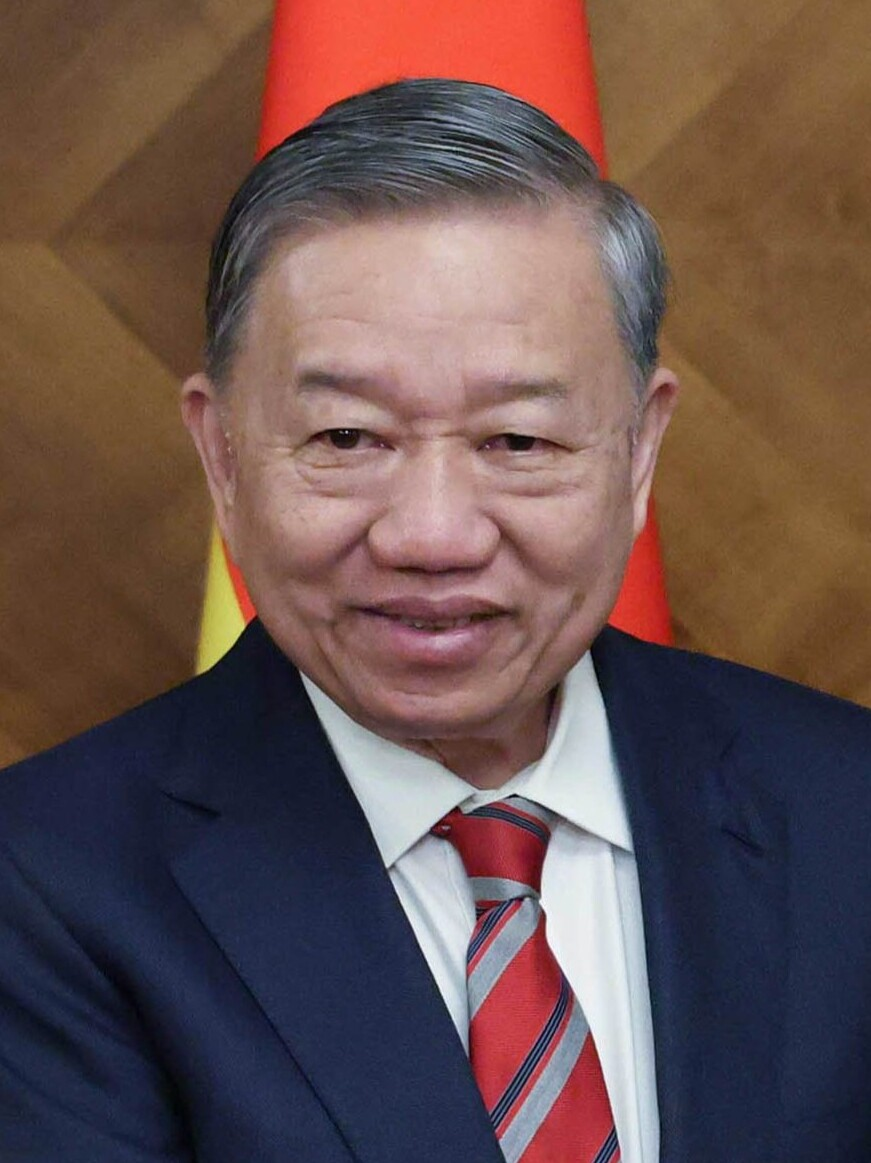
Tô Lâm (10. Mai 2025)

Tô Lâm (* 19. Juli 1957 in Nghĩa Trụ, Hưng Yên, Nordvietnam) ist ein Politiker der Kommunistischen Partei Vietnams (KPV) und General, der unter anderem seit 2016 Minister für öffentliche Sicherheit sowie Mitglied des Politbüros des Zentralkomitees (ZK) der KPV war. Vom 22. Mai 2024 bis zum 21. Oktober 2024 war er Staatspräsident Vietnams. Seit dem 3. August 2024 ist er Generalsekretär der Kommunistischen Partei Vietnams.

## Leben
Tô Lâm begann nach dem Schulbesuch im Oktober 1974 ein Studium an der Universität für Volkssicherheit (Học viện An ninh nhân dân), das er im Oktober 1979 abschloss. Im Anschluss trat er im Oktober 1979 als Beamter in das Ministerium für öffentliche Sicherheit ein und wurde zunächst bis Dezember 1988 Mitarbeiter der Abteilung I für politischen Schutz, wobei er 1980 zum Leutnant (Trung úy), 1983 zum Oberleutnant (Thượng úy) sowie 1987 zum Hauptmann (Đại úy) befördert wurde. Im Anschluss war er von Dezember 1988 bis 1993 stellvertretender Leiter für Kader in dieser Abteilung und erhielt dort 1991 seine Beförderung zum Major (Thiếu tá). Daraufhin fungierte er zwischen 1993 und 2006 zunächst als stellvertretender Direktor der Abteilung I und anschließend als Direktor der Abteilung III für politischen Schutz, wobei er in diesen Verwendungen 1995 zum Oberstleutnant Zweiten Grades (Trung tá), 1999 zum Oberstleutnant Ersten Grades (Thượng tá) sowie 2003 zum Oberst (Đại tá) befördert wurde. Daraufhin wurde er 2006 stellvertretender Direktor der Allgemeinen Sicherheitsabteilung und nach seiner Beförderung zum Generalmajor (Thiếu tướng) 2007 ständiger stellvertretender Generaldirektor der Allgemeinen Sicherheitsabteilung mit der Zuständigkeit für die Abteilung I für politischen Schutz des Ministeriums für öffentliche Sicherheit. Im Anschluss fungierte er von 2009 bis August 2010 als Direktor der Allgemeinen Sicherheitsabteilung I und wurde als solcher im Juli 2010 zum Generalleutnant (Trung tướng) befördert. Im August 2010 wurde er zum stellvertretenden Minister für öffentliche Sicherheit ernannt und bekleidete diesen Posten bis April 2016. Zugleich war er als stellvertretender Minister zwischen August 2010 und April 2016 auch ständiges Mitglied der ZK-Kommission für öffentliche Sicherheit.

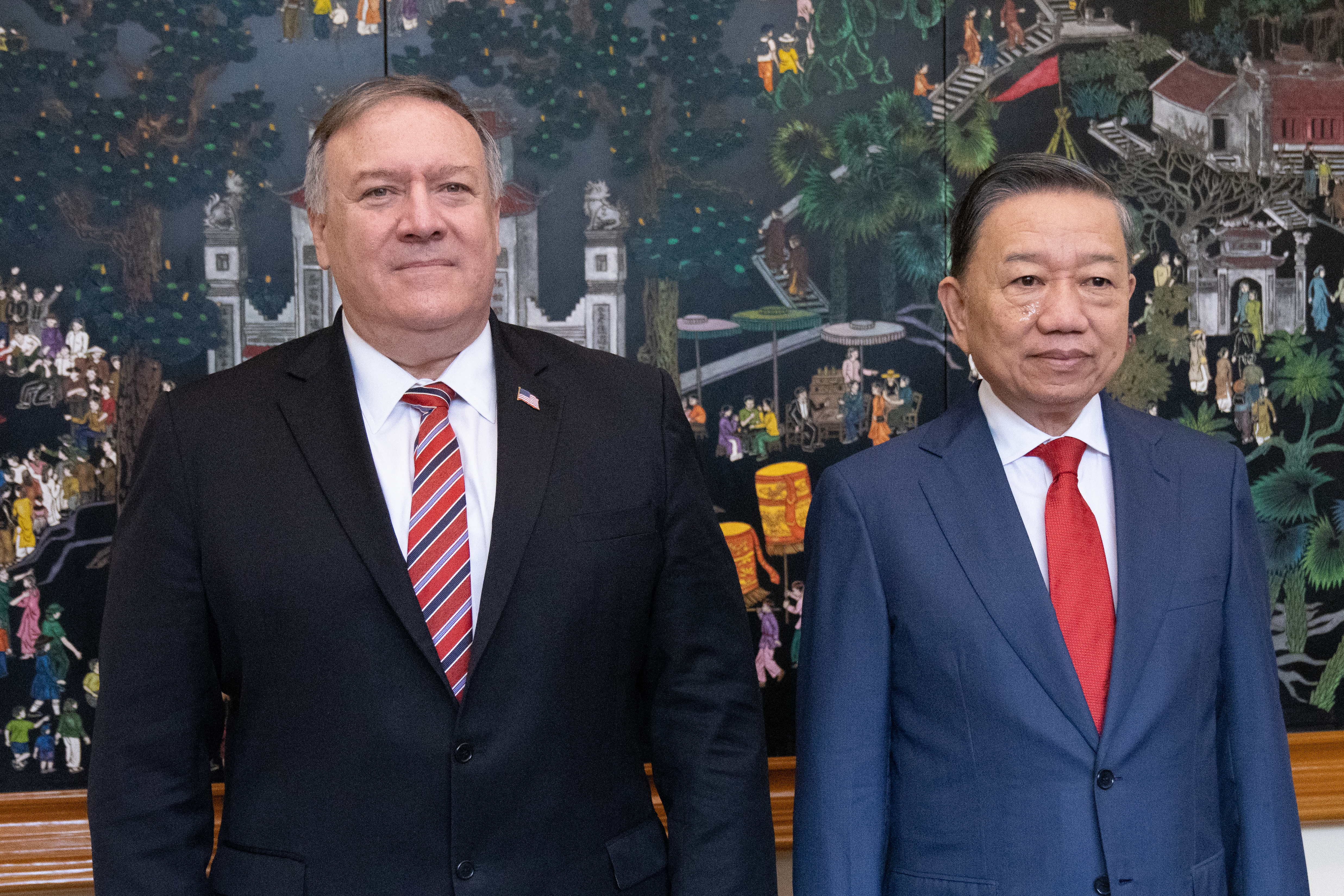
Tô Lâm mit US-Außenminister Mike Pompeo (30. Oktober 2020)

Auf dem XI. Nationalkongress der KPV (12. bis 19. Januar 2011) wurde Tô Lâm erstmals Mitglied des ZK der KPV und gehört diesem Parteigremium nach seinen Wiederwahlen auf dem XII. Nationalkongress (20. bis 28. Januar 2016) und auf dem XIII. Nationalkongress (25. Januar bis 1. Februar 2021) seither an. Im September 2014 wurde er des Weiteren auch zum Generaloberst (Thượng tướng) befördert. Auf dem XII. Nationalkongress wurde er im Januar 2016 auch zum Mitglied des Politbüros des ZK der KPV gewählt und bekleidete im XII. Politbüro in der Parteihierarchie zunächst den sechzehnten Rang unter den 18 Mitgliedern dieses obersten Führungsgremiums. Auf der 11. Sitzung der 13. Legislaturperiode der Nationalversammlung wurde er am 9. April 2016 als Nachfolger von Trần Đại Quang zum Minister für öffentliche Sicherheit (Bộ trưởng Bộ Công an) in das Kabinett von Premierminister Nguyễn Xuân Phúc berufen. Dieses Amt übernahm er auch im darauf folgenden Kabinett von Premierminister Phạm Minh Chính, das am 5. April 2021 gebildet wurde. Zugleich wurde er im April 2016 zum stellvertretenden Leiter des Zentralen Steuerungsausschusses für Korruptionsbekämpfung sowie im Juli 2016 vom Politbüro zum Leiter des Lenkungsausschusses der KPV für die Region Zentrales Hochland (Tây Nguyên) ernannt. Im Januar 2019 erfolgte seine Beförderung zum General (Đại tướng). Zwischenzeitlich wurde er am 22. Mai 2016 auch Mitglied der Nationalversammlung (Quốc hội Việt Nam), der er seit seiner Wiederwahl im Juni 2021 seither in der 14. und 15. Legislaturperiode angehörte. Im Politbüro, in das er auf dem XIII. Nationalkongress im Januar 2021 wiedergewählt wurde, nahm er in der Parteihierarchie nunmehr den siebten Rang unter den 18 Mitgliedern dieses obersten Führungsgremiums ein.
Nach dem Rücktritt von Präsident Võ Văn Thưởng wurde Tô Lâm am 22. Mai 2024 zu dessen Nachfolger gewählt. Nach dem Tod des Generalsekretärs der Kommunistischen Partei, Nguyễn Phú Trọng, folgte er im August 2024 auch diesem nach. Im Oktober 2024 trat ein neu gewählter Politiker das Amt des Staatsoberhauptes an: Lương Cường.